# Pedro Hernández Duquesne
Pedro José Hernández Duquesne (19 de marzo de 1955) es un deportista cubano que compitió en esgrima, especialista en la modalidad de florete. Ganó una medalla de bronce en el Campeonato Mundial de Esgrima de 1983 en la prueba por equipos.

## Palmarés internacional
| Campeonato Mundial | Campeonato Mundial | Campeonato Mundial | Campeonato Mundial  |
| Año                | Lugar              | Medalla            | Prueba              |
| ------------------ | ------------------ | ------------------ | ------------------- |
| 1983               | Viena (Austria)    | Medalla de bronce  | Florete por equipos |